# تراژدی در سه پرده
تراژدی در سه پرده(به انگلیسی: Three Act Tragedy) یک کتاب داستانی جنایی نوشته آگاتا کریستیاست که اولین بار در آمریکا و توسط انتشارات داد، مید و کمپانی و در سال ۱۹۳۴ منتشر شد و نام اولیه آن قتل در سه پرده (به انگلیسی: Murder in Three Acts) بود و در بریتانیا توسط انتشارات کولینز کرایم کلوب و در ژانویه ۱۹۳۵ و تحت نام اصلی‌اش منتشر شد . قیمت نسخه آمریکایی آن ۲ $ بود
داستان این کتاب از سری هرکول پوآرو است و داستان سه قتل که اولی یک کشیش و دومی یک دکتر و سومی یک بیمار روانی است روایت می‌شود